# Kodeń (gromada)
Kodeń – dawna gromada, czyli najmniejsza jednostka podziału terytorialnego Polskiej Rzeczypospolitej Ludowej w latach 1954–1972.
Gromady, z gromadzkimi radami narodowymi (GRN) jako organami władzy najniższego stopnia na wsi, funkcjonowały od reformy reorganizującej administrację wiejską przeprowadzonej jesienią 1954 do momentu ich zniesienia z dniem 1 stycznia 1973, tym samym wypierając organizację gminną w latach 1954–1972.
Gromadę Kodeń z siedzibą GRN w Kodniu utworzono – jako jedną z 8759 gromad na obszarze Polski – w powiecie bialskim w woj. lubelskim na mocy uchwały nr 5 WRN w Lublinie z dnia 5 października 1954. W skład jednostki weszły obszary dotychczasowych gromad Kodeń I, Kodeń II, Kodeń III, Elżbiecin i Okczyn ze zniesionej gminy Kodeń oraz obszary dotychczasowych gromad Dobromyśl i Olszanka ze zniesionej gminy Zabłocie w tymże powiecie. Dla gromady ustalono 21 członków gromadzkiej rady narodowej.
29 lutego 1956 do gromady Kodeń włączono część kolonii Zahacie o obszarze 104.62 ha z gromady Kopytów w tymże powiecie.
1 stycznia 1960 do gromady Kodeń włączono wieś i kolonię Kopytów, wieś i kolonię Kąty oraz kolonię Zahacie ze zniesionej gromady Kopytów w tymże powiecie.
1 stycznia 1969 do gromady Kodeń włączono wsie Kostomłoty, Kozanówka i Dobratycze ze zniesionej gromady Dobratycze w tymże powiecie.
Gromada przetrwała do końca 1972 roku, czyli do kolejnej reformy gminnej. 1 stycznia 1973 w powiecie bialskim reaktywowano gminę Kodeń.